# J. George Hardy
John George Hardy (* 23. Februar 1851 in Sotteville-lès-Rouen, Frankreich; † 22. Februar 1914 in Wien, Österreich) war ein britisch-österreichischer Ingenieur, Eisenbahn-Techniker und Patentanwalt.

## Leben und Wirken
John George Hardy war der älteste Sohn von John Hardy (1821–1896), einem Schüler von George Stephenson. Er wurde am damaligen Dienstort seines Vaters, welcher die selbsttätige Hardy-Vakuumbremse erfand, geboren. Die Familie zog später nach Österreich-Ungarn, wo John Hardy zum Leiter der Hauptwerkstätte der k.k. priv. Südbahngesellschaft, die mit französischem Kapital finanziert wurde, avancierte. 
Hardy jun. wuchs in Wien auf und studierte nach dem Besuch der Realschule Maschinenbau an der Technischen Hochschule Wien. Anschließend war er (wie sein Vater) für kurze Zeit im Werkstättendienst der Südbahngesellschaft beschäftigt. 1879 übernahm J. George Hardy in London die Leitung der europäischen Abteilung der 1877 von seinem Vater gegründeten Vacuum Brake Company Ltd., eines Unternehmens zur weltweiten Ausweitung der Patente auf die Hardy-Bremse.  
Besondere Verdienste erwarb sich J. G. Hardy auch bei der Weiterentwicklung der einfachen zur selbsttätigen Vakuumbremse. Diese wurde 1901 die Standard-Bremsausrüstung bei den Personenzügen der k.k. österreichischen Staatsbahnen. 1889 kehrte John George Hardy nach Wien zurück und erwarb sich hier große Verdienste um das hiesige Patentwesen. Hardy war ferner Mitbegründer der Maschinenfabrik Gebrüder Hardy A. G. in Wien (1889 gegründet). 